# Zářivý tok
Rozlišujeme zářivý tok a spektrální zářivý tok.
Zářivý tok je zářivá energie (Qe) o všech přípustných vlnových délkách procházející určitou plochou za jednotku času.
Značí se Φe.
Spektrální zářivý tok je zářivá energie (Qe) o jedné specifické vlnové délce λ procházející určitou plochou za jednotku času.
Značí se Φeλ.
Jednotkou zářivého toku je watt (W), jednotkou spektrálního zářivého toku je watt na metr (W·m−1).
Abychom z celkového (tedy integrálního) zářivého toku zjistili jeho spektrální protějšek, využijeme limitního přechodu. To vychází z představy, že pravděpodobnost, že existuje foton, který má právě požadovanou vlnovou délku, je nulová. V limitním přechodu budeme proto muset dělit stále se zmenšujícím intervalem.

Označme pro účely následujícího výpočtu Φe(<λ1,λ2>) zářivý tok o vlnových délkách v intervalu <λ1,λ2>. Pak pro danou vlnovou délku λ platí následující vztah: 

{\displaystyle \Phi _{\mathrm {e} \lambda }=\lim _{\overset {|\lambda _{2}-\lambda _{1}|\to 0}{\lambda \in <\lambda _{1},\lambda _{2}>}}{\frac {\Phi _{e}(<\lambda _{1},\lambda _{2}>)}{|\lambda _{2}-\lambda _{1}|}}={\frac {\mathrm {d} \Phi _{\mathrm {e} }}{\mathrm {d} \lambda }}}
Naopak máme-li spektrální zářivý tok a chceme-li z něho získat integrální (celkový) zářivý tok (tedy pro všechny možné vlnové délky), pak musíme využít určitého integrálu. Tato představa odpovídá neformálně řečeno tomu, že posčítáme hodnoty spektrálních zářivých toků přes všechny možné vlnové délky:
{\displaystyle \Phi _{\mathrm {e} }=\int _{0}^{\infty }\Phi _{\mathrm {e} \lambda }\mathrm {d} \lambda }

Veličina tedy vyjadřuje absolutní energetický obsah záření. Radiometrický zdroj však může vysílat svou energii
do okolního prostorového úhlu s různou charakteristikou a v různých místech různě intenzivně. Z tohoto důvodu rozlišujeme další Radiometrické veličiny